# Distretto di Rožnik
Il distretto di Rožnik (in sloveno Četrtna skupnost Rožnik, pronuncia [ˈɾoːʒnik]) o semplicemente Rožnik  è uno dei 17 distretti (mestna četrt) della città di Lubiana.